# Astaena neglecta
Astaena neglecta är en skalbaggsart som beskrevs av Frey 1976. Astaena neglecta ingår i släktet Astaena och familjen Melolonthidae. Inga underarter finns listade.